# Чуків
Чу́ків — село в Україні, у Немирівській міській громаді Вінницького району Вінницької області. Населення становить 877 осіб.

## Історія
Чуків – село, розташоване на відстані 6 км на південь від центрум. Немирів та за 7 км на північ від смт Брацлав і річки Південний Буг у Вінницькій області. Вважають, що історія села починається з першої половини XViii ст., коли ця частина України входила до складу речі Посполитої. Чуків став частиною російської імперії за умовами Другого поділу Польщі між Росією та Пруссією у 1793 році. Тоді село стало частиною Подільської губернії. Після Першої світової війни село належало до Української Народної республіки. Після громадянської війни увійшло до складу радянського союзу. У перші десятиріччя радянської влади Чуків був частиною Брацлавського району. У 1926 р. село та навколишні території були переважно українськими.
Відповідно до Розпорядження Кабінету Міністрів України від 12 червня 2020 року № 707-р «Про визначення адміністративних центрів та затвердження територій територіальних громад Вінницької області» увійшло до складу Немирівської міської громади.
19 липня 2020 року, в результаті адміністративно-територіальної реформи та ліквідації Немирівського району, село увійшло до складу Вінницького району.

### Друга Світова Війна
Німці захопили територію Вінницької області впродовж трьох тижнів із 9 по 29 липня 1941 р. Чуків упав перед силами Вермахту орієнтовно 21 липня.
На околиці колишнього аеродрому поблизу Чукова 5 лютого 1943 року було розстріляно близько 300 непрацездатних євреїв з тамтешнього табору примусових робіт. Більшість євреїв походила з окупованих Румунією територій України й була задіяна на будівництві Транзитного шляху IV. Оскільки їх було вбито далеко від Батьківщини, їхнім сім’ям місце їхньої смерті невідоме. На цьому місці були відсутні будь-які пам’ятні знаки.
У березні 1944 р. радянські сили відтіснили німців за Немирів і Брацлав.
У вересні 2019 року на місці масового поховання урочисто відкрили меморіал убитим євреям.

## Населення

### Мова
Розподіл населення за рідною мовою за даними перепису 2001 року:
| Мова            | Кількість | Відсоток |
| --------------- | --------- | -------- |
| українська      | 845       | 96.35%   |
| російська       | 22        | 2.51%    |
| вірменська      | 6         | 0.68%    |
| німецька        | 1         | 0.11%    |
| інші/не вказали | 3         | 0.35%    |
| Усього          | 877       | 100%     |

## Краєзнавча довідка
Вважається, що Чуків — старе козацьке поселення. Воно знаходиться неподалік від колишнього осередку воєводства міста Брацлава. Раніше, щоб попередити козацьких отаманів про наближення загарбників на пагорбі, поблизу нинішнього села запалювали на сторожовій вежі велике багаття. Так козаки давали «чутку» про ворогів. З часом біля сторожової вежі поселилися козаки зі своїми сім'ями, утворивши невелике поселення. Його спочатку називали «Чутковим», але незабаром з назви зникла буква «т».
Це неймовірно красива місцевість. З усіх боків Чуків оточують прекрасні поля та ліси. За селом тягнеться низка рукотворних ставків. Діє сільська школа, сільрада, магазини. За часів СРСР чуківський колгосп був мільярдером.
За 4 км від села діє станція «Кароліна», яка тричі на тиждень має пряме сполучення з Вінницею (дані за серпень 2016 р.)

## Відомі люди
- Бенера Іван Іванович (1986—2014) — старший лейтенант Збройних сил України, учасник російсько-української війни. Народився і був похований у Чукові.
- Собітко Федір Васильович — Герой Соціалістичної Праці. Народився і був похований у Чукові.
- Хижняк Віталій Михайлович — український діяч, 1-й секретар Немирівського райкому КПУ, голова Немирівського райвиконкому Вінницької області. Народний депутат України 1-го скликання. Народився у Чукові.
- Лазаренко Костянтин Андрійович — поет, перекладач, журналіст, краєзнавець. Народився у Чукові.
- Леонтович Микола Дмитрович — український композитор, хоровий диригент, громадський діяч, педагог. Деякий час мешкав у Чукові.